# Anna Sybilla cieszyńska
Anna Sybilla (ur. 24 czerwca 1573 w Cieszynie, zm. w lub po 1602) – księżniczka cieszyńska z dynastii Piastów.
Córka księcia cieszyńskiego Wacława III Adama i jego drugiej żony Sydonii Katarzyny, córki księcia sasko-lauenburskiego Franciszka I.
Do śmierci ojca w 1579 przebywała na dworze cieszyńskim, kilka następnych lat spędziła na dworze saskim. W lutym 1586 jej matka po raz drugi wyszła za mąż. Małżonkiem Sydonii Katarzyny został nadżupan trenczyński Emeryk Forgách. To prawdopodobnie on był twórcą planu wydania Anny Sybilli za księcia Siedmiogrodu Zygmunta Batorego, bratanka niedawno zmarłego króla Polski Stefana. Na drodze do realizacji tego zamysłu stanęła dyplomacja Habsburgów, dbających o wpływy w księstwach naddunajskich podległych imperium osmańskiemu. Cesarz Rudolf II, któremu Piastowie cieszyńscy jako suwerenowi musieli być posłuszni, sprzeciwił się temu małżeństwu, a ostatecznie 6 sierpnia 1595 żoną księcia Siedmiogrodu została Habsburżanka, kuzynka cesarska, Maria Krystyna.
Dalsze losy Anny Sybilli są mało znane. Prawdopodobnie do końca życia przebywała u młodszego brata Adama Wacława. Ostatni raz w źródłach Piastówna pojawia się w 1602, nadal jako panna.